# 多恩豪森米爾巴赫河
49°05′01″N 10°48′11″E / 49.08354°N 10.80317°E
多恩豪森米爾巴赫河（德語：Dornhauser Mühlbach），是德國的河流，位於該國東南部，由巴伐利亞負責管轄，屬於阿爾特米爾河的左支流，河道全長6.7公里，流域面積16.4平方公里。